# Aeropuerto de Wabush
El aeropuerto de Wabush (del inglés: Wabush Airport) (IATA: YWK, OACI: CYWK) está ubicado a 1 MN (1.9 km; 1.2 mi) al noreste de Wabush, Terranova y Labrador, Canadá. Sirve a Labrador West, incluidos Labrador City y Wabush, así como Fermont, Quebec.

## Aerolíneas y destinos
| Aerolíneas   | Destinos |
| ------------ | --- |
| PAL Airlines | Churchill Falls, Deer Lake (NL), Gander, Goose Bay, Moncton, Mont-Joli, Montreal–Trudeau, Quebec, Saguenay, San Juan de Terranova, Sept-Îles |